# Lonchura striata
Il passero striato (Lonchura striata Linnaeus, 1766) è un uccello passeriforme appartenente alla famiglia degli estrildidi.

## Tassonomia
Se ne riconoscono sei sottospecie:

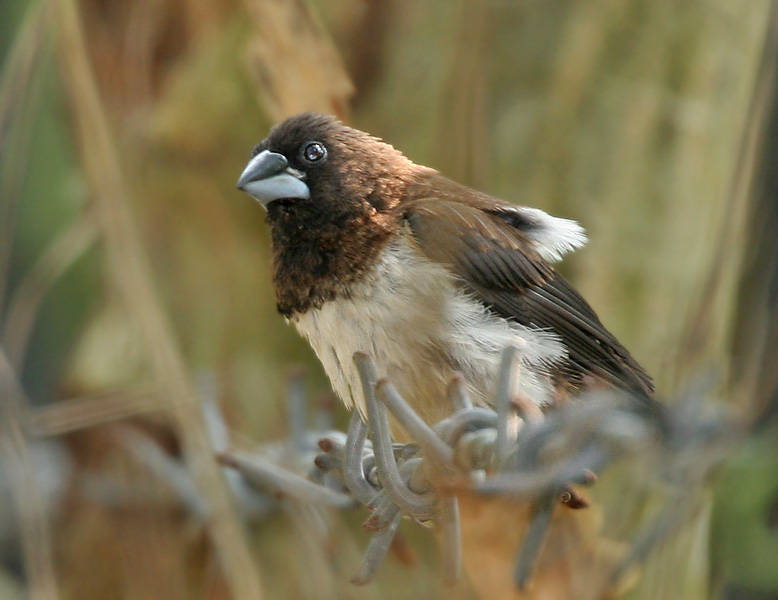
un esemplare della sottospecie acuticauda.

- Lonchura striata striata, la sottospecie nominale, diffusa nella porzione centrale e meridionale del subcontinente indiano;
- Lonchura striata acuticauda Hodgson, 1836, diffusa dal distretto di Dehradun al Bhutan;
- Lonchura striata fumigata Tweeddale, 1873, endemica delle isole Andamane;
- Lonchura striata semistriata Hume, 1874, endemica delle isole Nicobare;
- Lonchura striata subsquamicollis Stuard Baker, 1925, diffusa in Indocina e nella penisola malese;
- Lonchura striata swinhoei Cabanis, 1882, diffusa in Cina centro-meridionale ed a Taiwan;

A queste viene spesso aggiunto il passero del Giappone col nome di Lonchura striata domestica, il quale tuttavia pare in realtà più una varietà locale frutto di meticciamento fra le varie sottospecie ed altre specie di munia piuttosto che una sottospecie a sé stante.

## Distribuzione edhabitat
La specie è diffusa dal Gujarat ad ovest a est fino alla Cina sud-orientale e a Taiwan, e a sud fino alla penisola malese ed all'isola di Sumatra, attraverso tutto il subcontinente indiano (dal Nepal allo Sri Lanka) e l'Indocina. Il passero del Giappone, invece, come intuibile dal nome comune si è naturalizzato in Giappone.
Questa specie abita le praterie, i campi coltivati e le risaie con presenza di aree cespugliose e boscose; predilige le aree pianeggianti, tuttavia le popolazioni diffuse nelle aree pedemontane dell'Himalaya vivono fino ad oltre 2000 m d'altezza.

## Descrizione

### Dimensioni
Misura fino a 11 cm, compresa la coda.

### Aspetto

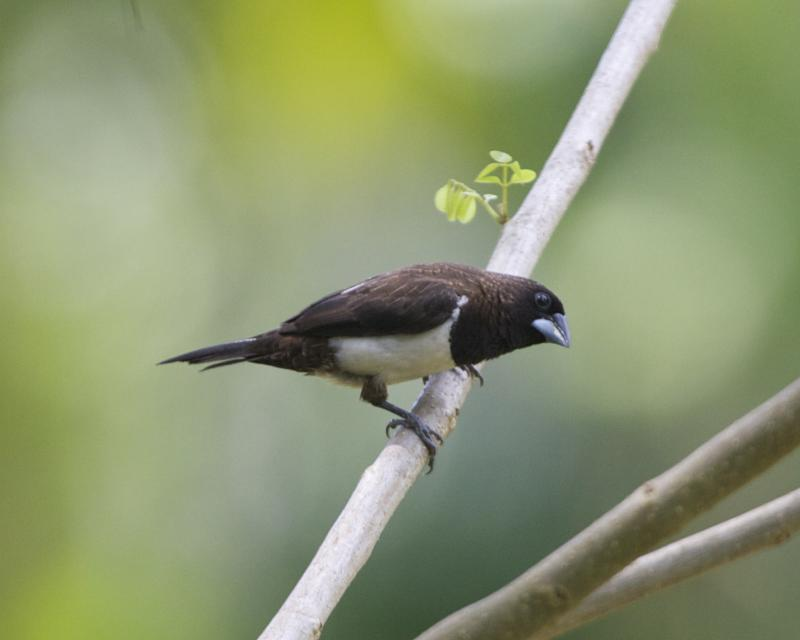
Un passero striato in Sri Lanka.

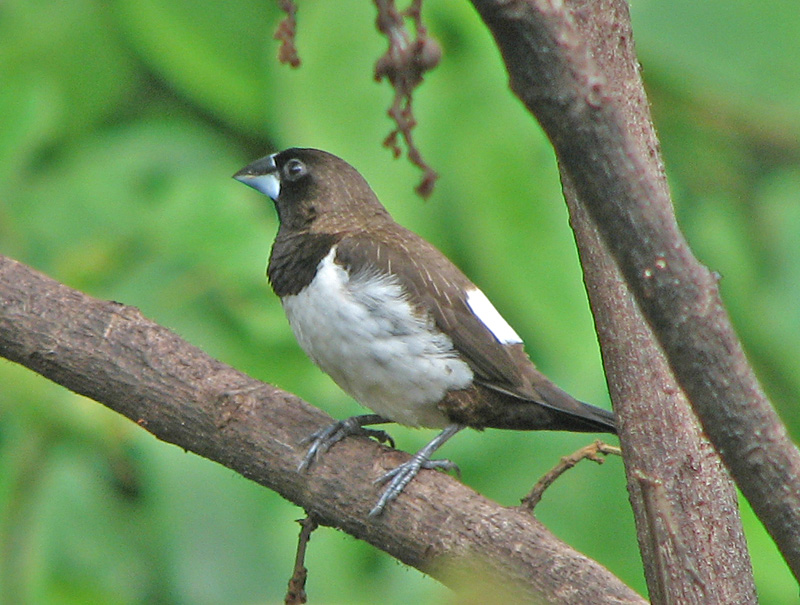
Vista laterale di un passero striato a Mangalore, che mette in evidenza la caratteristica banda bianca dorsale.

Si tratta di un uccello dall'aspetto robusto, con una caratteristica coda allungata ed un becco tozzo e forte, di forma conica: a parità d'età i maschi tendono a possedere testa e becco più massicci rispetto alle femmine, ma ciò non è sempre vero ed i sessi sono piuttosto difficili da identificare alla vista.

La livrea è bruna su testa, dorso, sottocoda, ali e coda, con tendenza a scurirsi su queste ultime due parti fino a divenire di colore bruno-nerastro: una mascherina più scura è inoltre osservabile su faccia, gola e parte superiore del petto, mentre il ventre è di colore bianco-crema, così come dello stesso colore è una caratteristica banda che percorre latitudinalmente il codione. Gli occhi sono di colore bruno scuro, le zampe sono carnicino-grigiastre, il becco è grigio-bluastro.

## Biologia
È un uccello gregario, che durante l'anno vive in stormi anche consistenti, spesso accompagnandosi con altre specie (in particolare il Domino ed uccelli tessitori), mentre durante il periodo riproduttivo tende a isolarsi in piccoli gruppi o in coppie. Questi uccelli hanno abitudini diurne e passano la maggior parte del giorno al suolo alla ricerca di cibo, cercando poi riparo fra gli alberi sul far della sera.

### Alimentazione

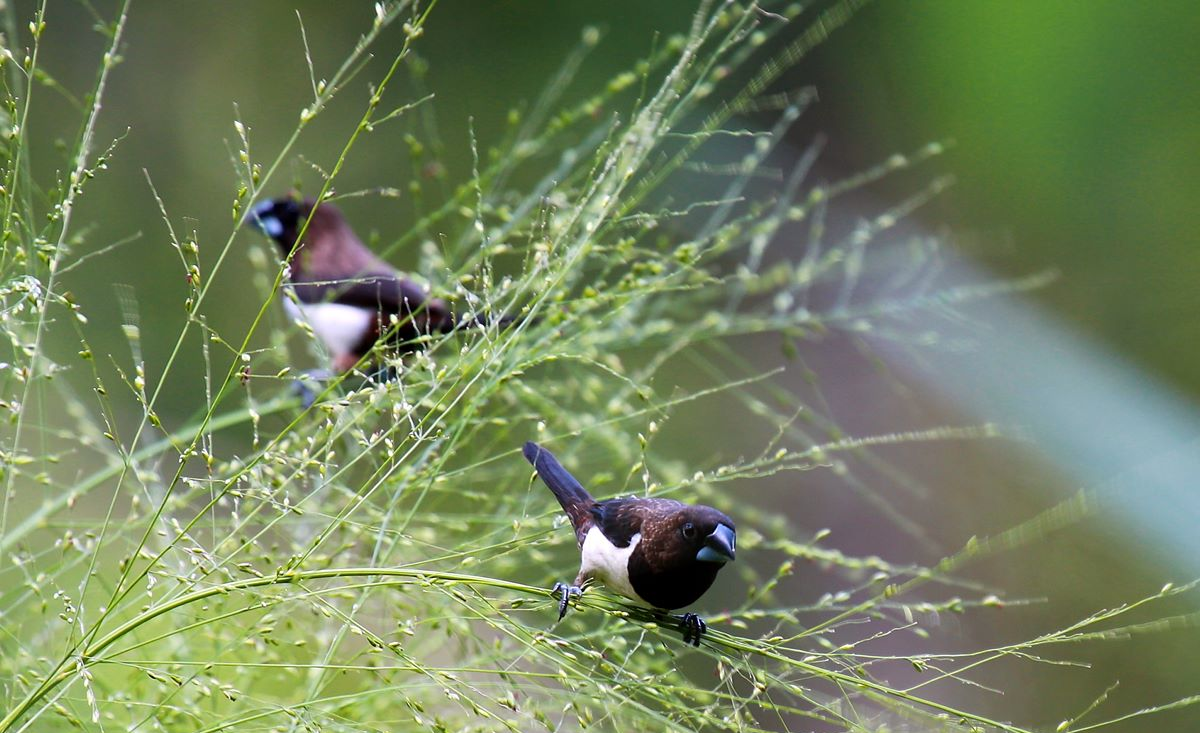
Coppia di passeri striati si alimenta da una graminacea in Sri Lanka.

I passeri striati, come le altre munie, sono animali essenzialmente granivori, che si nutrono di semi di graminacee selvatiche e riso, prediligendo quelli ancora immaturi o quelli appena germinati: essi integrano la propria dieta anche con altri cibi di origine vegetale (come bacche, frutti e germogli, ma anche alghe come Spirogyra), mentre è assai raro che mostrino interesse verso fonti di proteine animali, come insetti e larve.

### Riproduzione

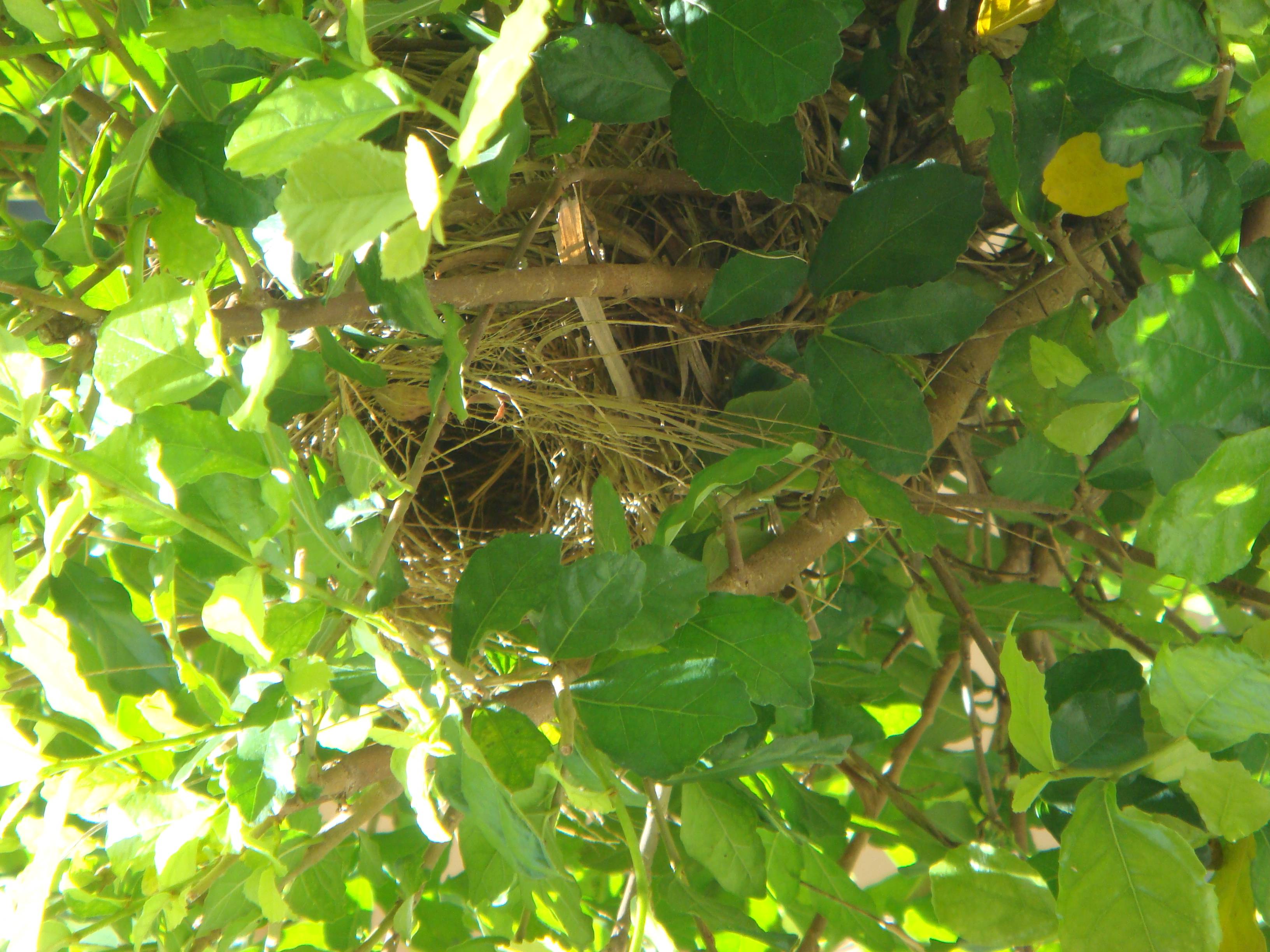
Un nido di passero striato seminascosto nella vegetazione.

Non esiste una stagione riproduttiva vera e propria, in quanto questi uccelli sono in grado di riprodursi durante tutto l'anno: tuttavia, si registrano picchi di schiuse in corrispondenza con la fase finale della stagione delle piogge, dimodoché i nascituri possano beneficiare della crescita vegetale conseguente questo evento in termini di maggiore quantità di cibo disponibile.

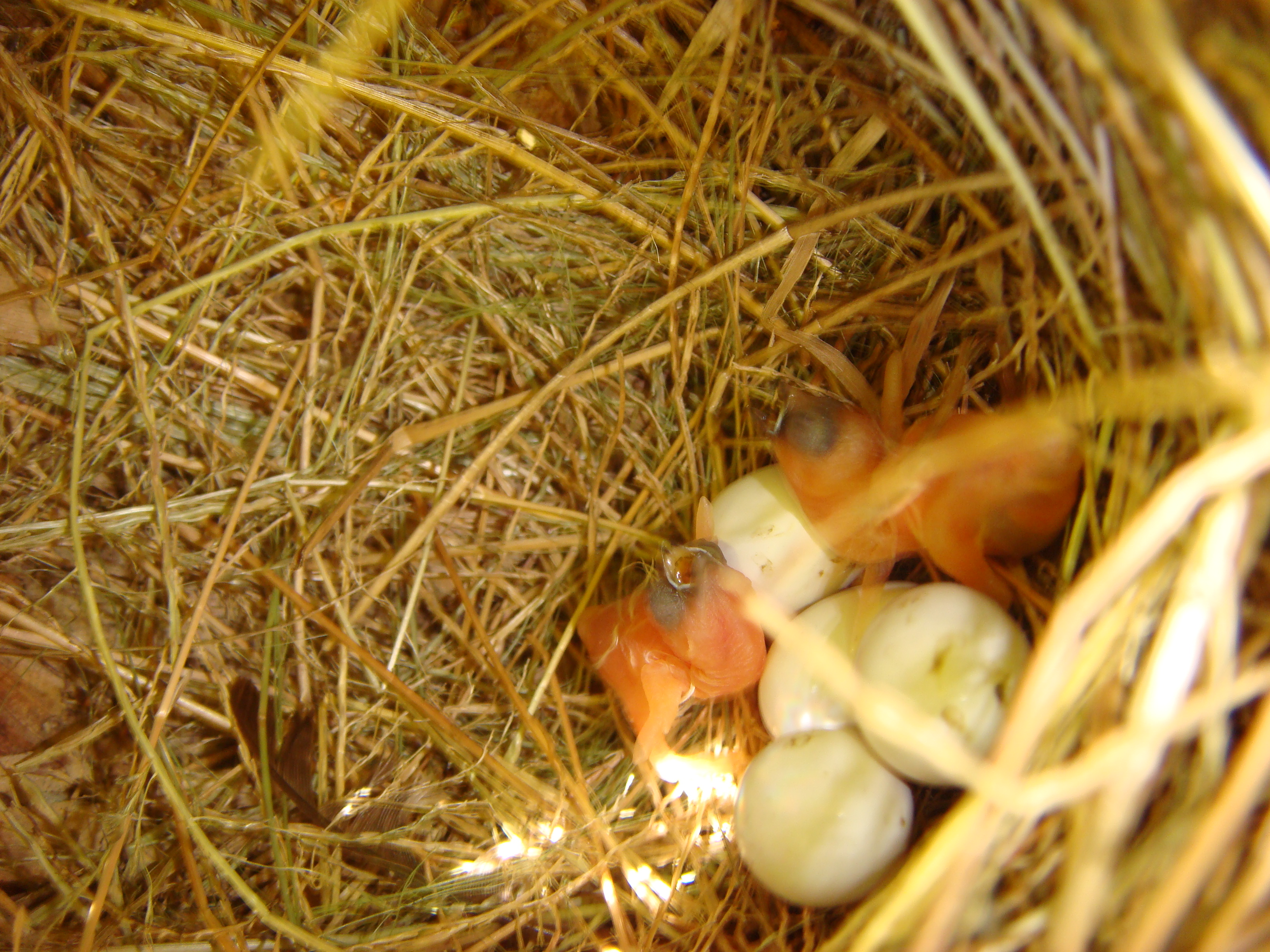
Interno di un nido con due pulli che chiedono l'imbeccata e quattro uova non ancora schiuse.

Il maschio corteggia la femmina rimanendo impettito, drizzando le penne della testa ed emettendo un flebile canto fischiato, e periodicamente girandole attorno con percorsi zigzaganti tenendo nel becco un filo d'erba; se la femmina è pronta all'accoppiamento, essa si accovaccia spostando lateralmente la coda e segnalando in tal modo la propria disponibilità.

Il nido consiste in una struttura tondeggiante formata da rametti e fili d'erba intrecciati a formare una camera di cova interna foderata di penne e piume, all'interno della quale la femmina depone da 3 ad 8 uova biancastre: entrambi i partner si occupano della costruzione del nido e della cova delle uova, che schiudono dopo 13-15 giorni. I nidiacei, ciechi ed implumi alla schiusa, vengono imbeccati ed accuditi da ambedue i genitori e sono pronti per l'involo attorno alla terza settimana di vita: tuttavia, non è raro che essi restino nei pressi del nido, tornandovi per dormire durante la notte e continuando sempre meno frequentemente a chiedere l'imbeccata ai genitori, fino al mese e mezzo d'età.